# Ikat

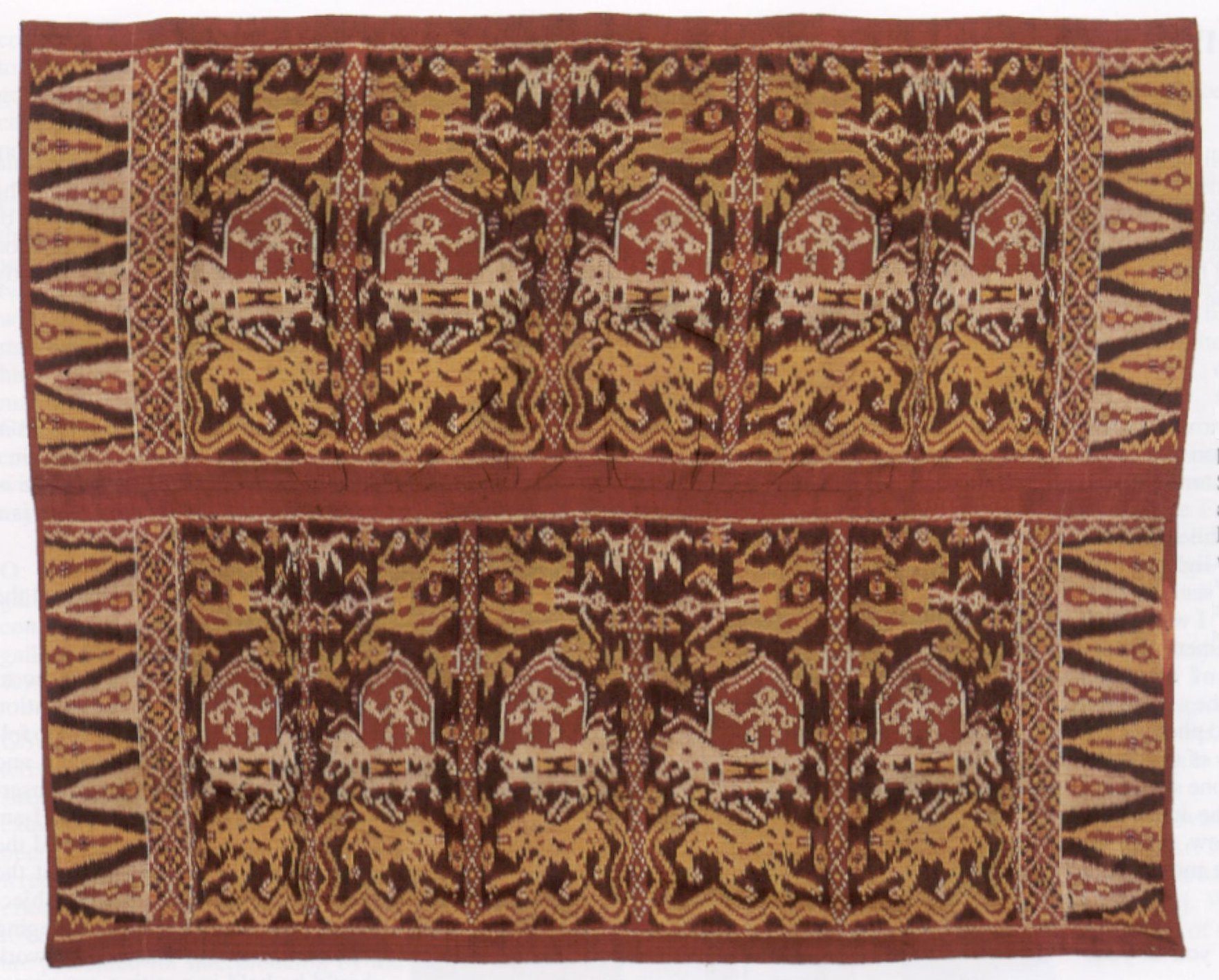
Kain endek ikat cerimoniale, Bali

L'ikat è un procedimento per la tintura dei filati, diffuso oggi specialmente fra i popoli malesi ed indonesiani. Il significato del termine è legare.
L'ikat tecnicamente è una tintura a riserva, cioè un tipo di tintura dove parti dei filati vengono protette tramite una stretta legatura per non essere tinte, mentre le parti non legate si colorano.

Si distingue un ikat semplice, nella quale la tintura è praticata sui fili dell'ordito, uniti in piccoli mazzi legati in modo da ottenere, durante la tessitura sul telaio, il disegno prestabilito e un ikat doppio, nel quale sono trattati con analogo procedimento anche i fili della trama. 
L'ikat era già noto all'antica cultura induistica, e nel suo tipo più semplice anche al Perù precolombiano. 
Ikat sono detti, da etnologi e collezionisti, anche i tessuti stessi colorati con questo tecnica. I tessuti ikat si distinguono facilmente dalle imitazioni stampate per la tipica compenetrazione e fusione dei colori nei punti di inizio e fine dei disegni.
Molto simile era la realizzazione dei tessuti chiné a la branche di produzione europea.